# Royal Liver Building
El Royal Liver Building  es un monumento clasificado de Grado I situado en Liverpool, Reino Unido. Se sitúa en Pier Head y es, junto con los vecinos Cunard Building y Port of Liverpool Building, una de las Tres Gracias de Liverpool, situadas en la orilla del río. Forma parte de la Ciudad Marítima y Mercantil de Liverpool, designada Patrimonio de la Humanidad por la UNESCO. 
Inaugurado en 1911, el edificio fue construido para ser la sede de Royal Liver Assurance, que se estableció en la ciudad en 1850 para asistir a sus habitantes tras la pérdida de un familiar que generase ingresos. Fue uno de los primeros edificios del mundo construidos con hormigón armado, y tiene 90 m de altura. Fue el edificio más alto de Europa desde su finalización hasta 1934 y el más alto del Reino Unido hasta 1961. En la actualidad, es la cuarta estructura más alta de Liverpool, al haber sido superada por West Tower, Radio City Tower y la Catedral de Liverpool.
En la actualidad, el Royal Liver Building es uno de los monumentos más emblemáticos de la ciudad de Liverpool y alberga dos legendarios Liver Birds que vigilan la ciudad y el mar. La leyenda cuenta que si estos dos pájaros volasen, la ciudad dejaría de existir.

## Historia
En 1907 el Royal Liver Group tenía más de 6000 empleados y, dada la necesidad de instalaciones más amplias, la empresa dio el visto bueno a la construcción de una nueva sede. Diseñado por Walter Aubrey Thomas, la primera piedra del edificio se puso en el 11 de mayo de 1908 y solo tres años más tarde, el 19 de julio de 1911, el edificio fue inaugurado oficialmente por Lord Sheffield. El edificio fue la primera estructura importante del Reino Unido y uno de los primeros edificios del mundo construidos con hormigón armado, y debido al diseño radical del edificio fue considerado imposible de construir por algunos.
Desde su finalización en 1911, ha dominado el Río Mersey desde su ubicación en Pier Head y es una de las Tres Gracias junto con el Port of Liverpool Building y el Cunard Building. Esto se refleja en su designación como monumento clasificado de Grado I. Tiene 90 m de altura y 13 plantas.
El edificio está coronado por dos torres del reloj: cuando un barco pasaba por el río, los marineros podían saber la hora mirándolas. Los relojes fueron fabricados por Gent and Co. de Leicester. Tienen 7,6 m de diámetro, más que los del famoso Big Ben de Londres, que son los mayores relojes electrónicos del Reino Unido.
Se llamaban originalmente "relojes de Jorge", porque se pusieron en marcha en el momento en el que se coronó a Jorge V, el 22 de junio de 1911.
En 1953, se instalaron carillones electrónicos para que sirvieran como memorial de los miembros de la Royal Liver Friendly Society que murieron en las dos Guerras Mundiales. Durante las horas de oscuridad se iluminan las esferas de los relojes.
En la cima de cada torre están los míticos Liver Birds, diseñados por Carl Bernard Bartels. La leyenda popular dice que mientras que un pájaro mira a la ciudad para proteger a su población, el otro mira hacia el mar, a los nuevos marineros que llegan a puerto. Además, otra leyenda local dice que un Liver Bird es macho, y que mira hacia tierra para ver si están abiertos los pubs, mientras que el otro es hembra, y mira hacia el mar para ver si viene algún marinero apuesto por el río. Otra leyenda local, que refleja el escepticismo de los liverpulianos, afirma que cada vez que una virgen camina por Pier Head, los Liver Birds baten sus alas. También se dice que si uno de los pájaros volara, la ciudad de Liverpool dejaría de existir, aumentando así el misterio de los pájaros. Como resultado, ambos pájaros están encadenados a las cúpulas sobre las que se apoyan. Los Liver Birds, hechos de cobre moldeado y martillado, llevan en sus picos un ramito de algas. Sus cabezas tienen un metro de longitud, sus alas miden cuatro metros y sus piernas tienen una circunferencia de sesenta centímetros. Los dos pájaros (oficialmente cormoranes) tienen posturas idénticas, de pie con las alas medio levantadas. 
Durante comienzos de la década de 1950 la sexta planta estaba ocupada por la Unidad de Movimientos número 3 (embarque) de la Royal Air Force, supervisando y controlando el movimiento del personal y los bienes de la RAF por el puerto.
El edificio continúa siendo la sede de Royal Liver Assurance. Semejante a los primeros rascacielos americanos, el Royal Liver Building se parece mucho al H. H. Richardson's Allegheny Court House (construido en 1884) y al Schiller Theatre de Adler and Sullivan, sin un estilo exterior definitivo, pero con referencias eclécticas barrocas y bizantinas. 
En 2011 se celebró el centenario del edificio El ayuntamiento de Liverpool encargó al grupo de artistas de renombre internacional The Macula que realizaran un evento de proyección para esta ocasión.

## Galería de imágenes

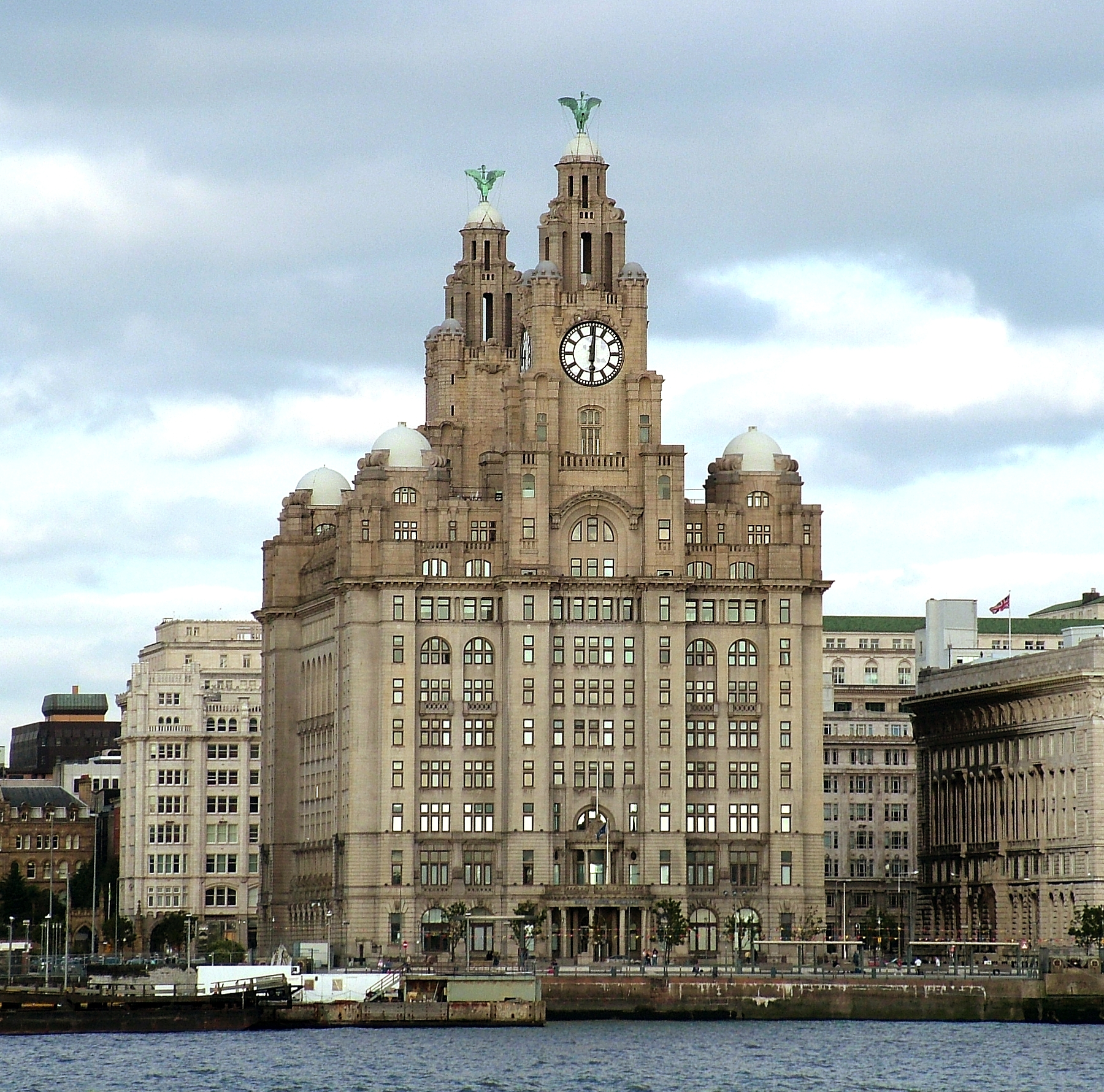
El Royal Liver Building
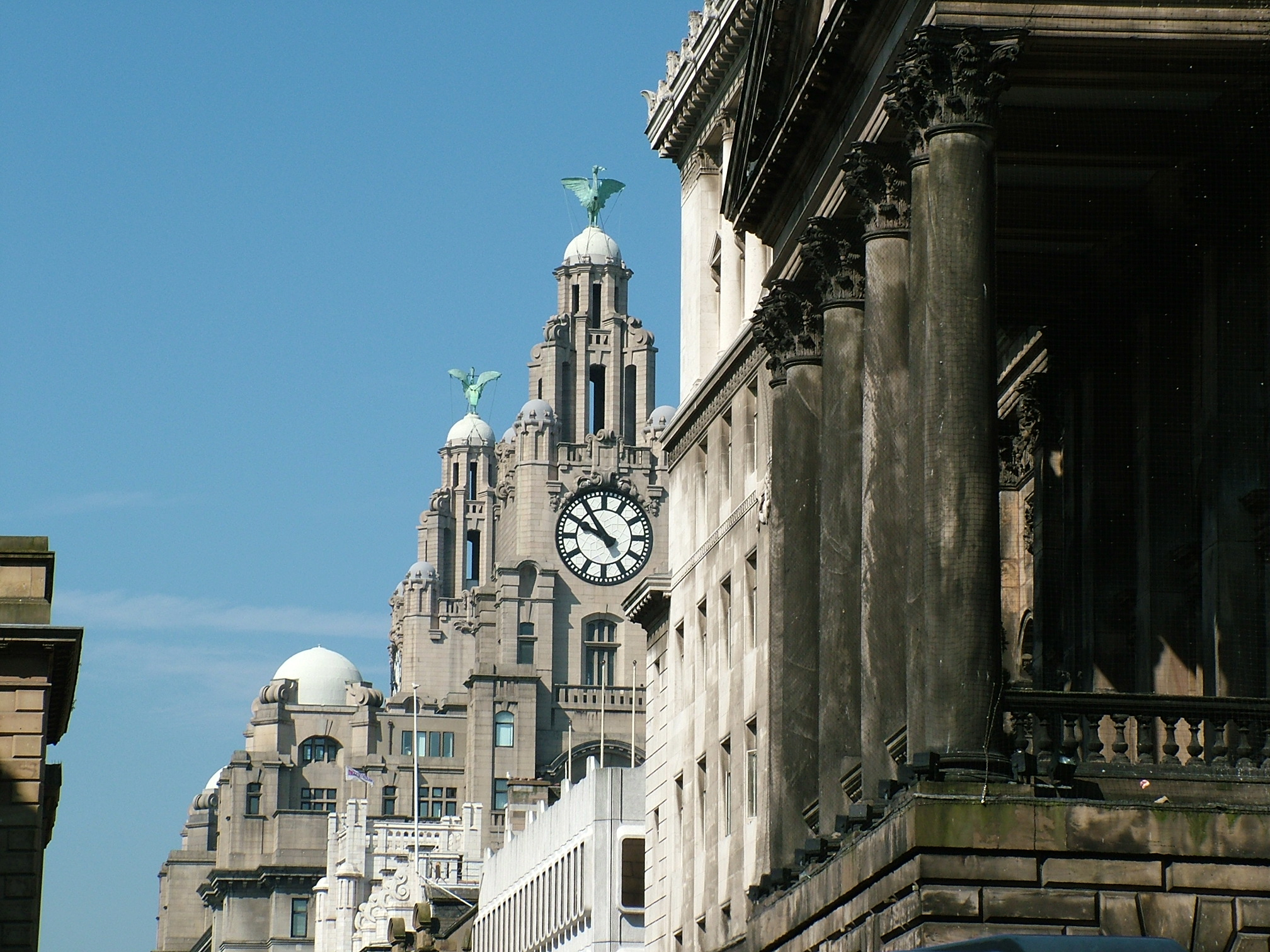
Los Liver Birds se elevan sobre Dale Street y el Ayuntamiento
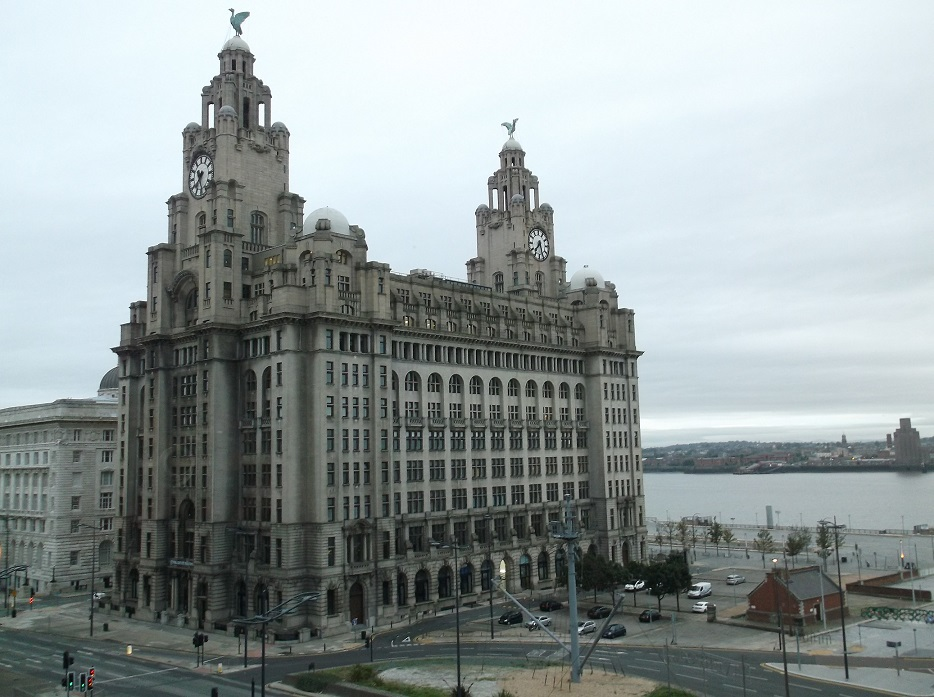
The Royal Liver Building, visto desde la cercana Atlantic Tower
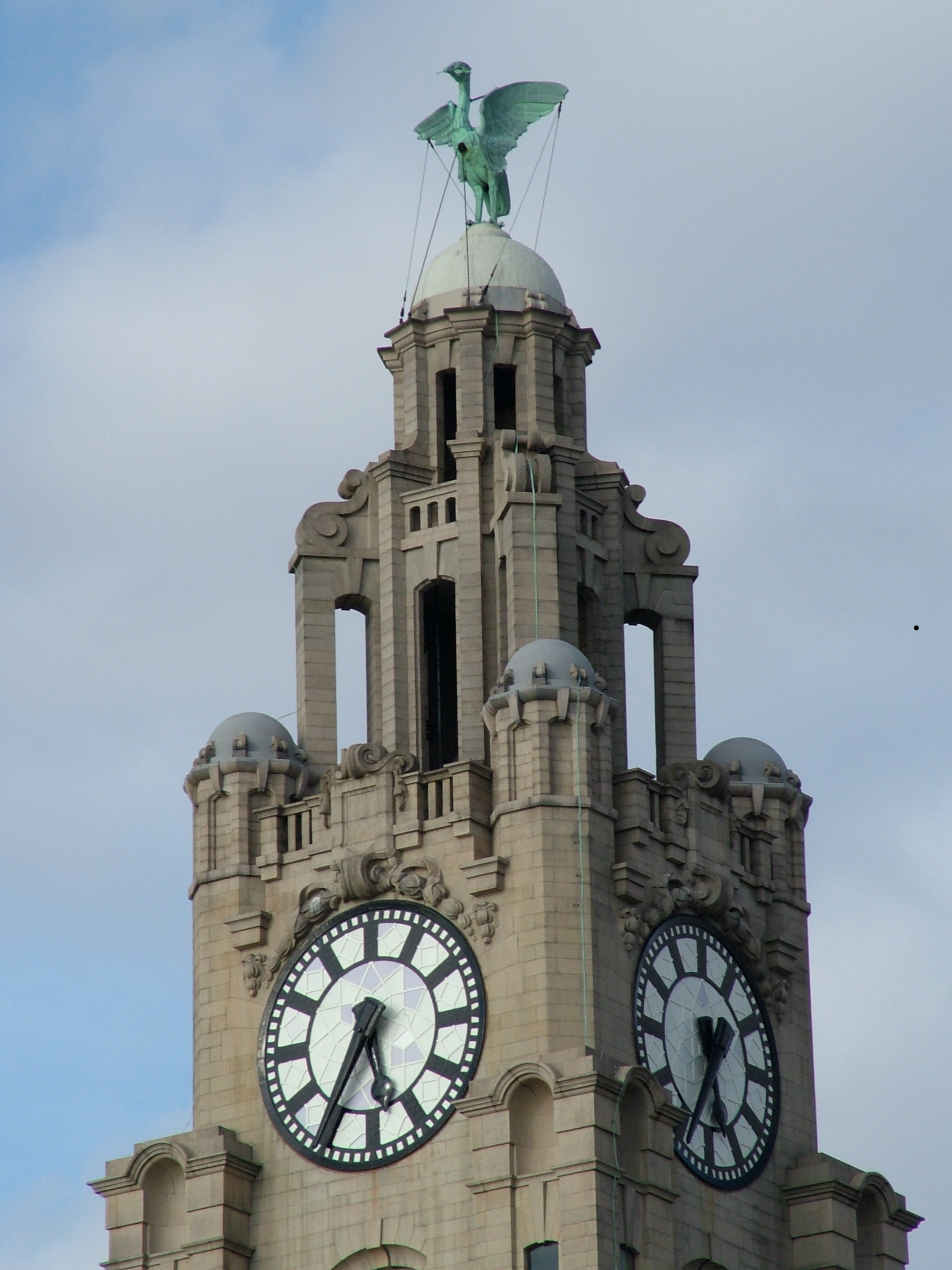
Una de las torres
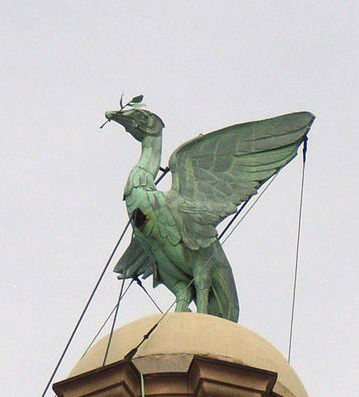
Uno de los dos Liver Birds que están encima de cada torre del edificio
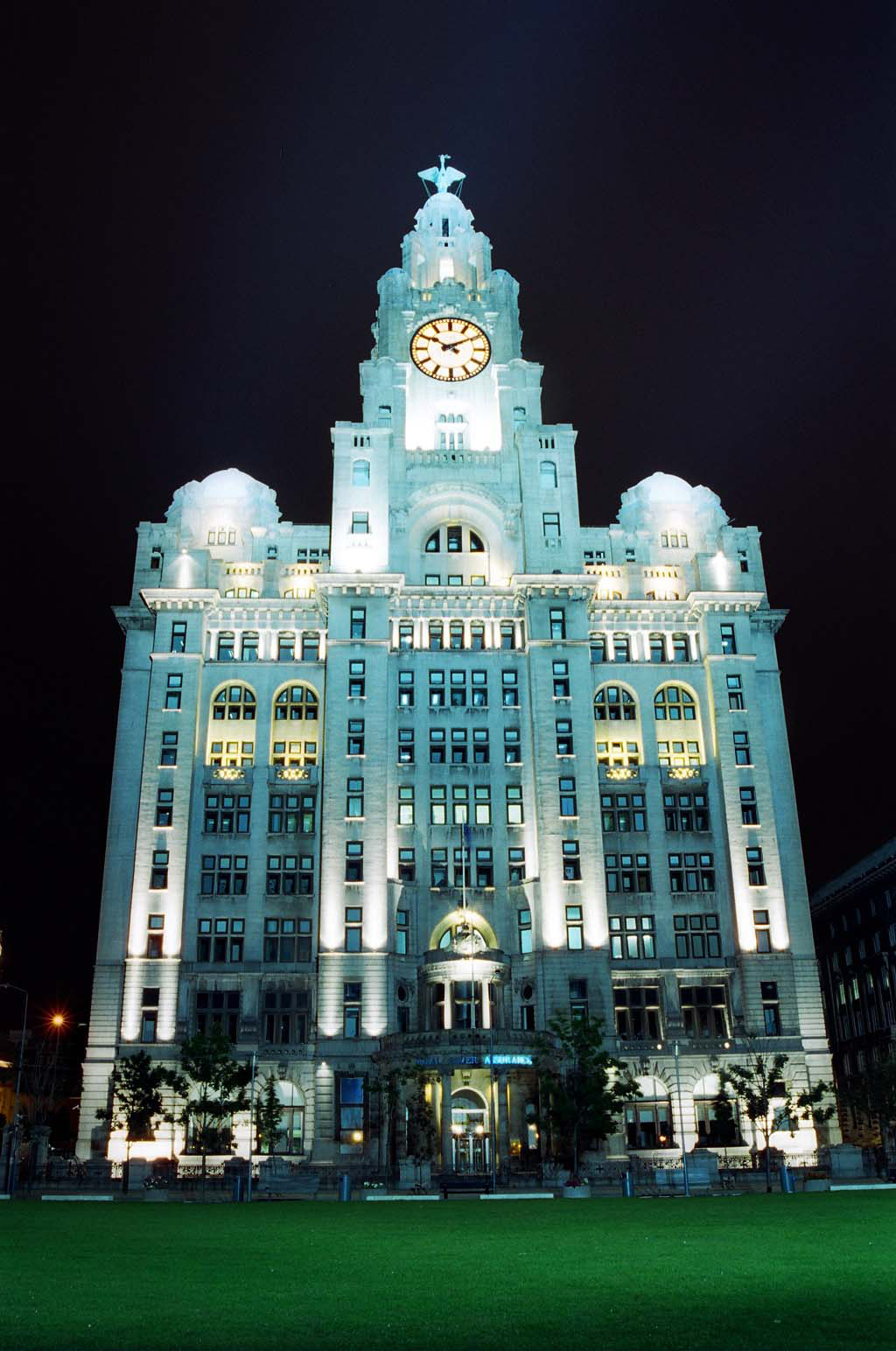
El Royal Liver Building se ilumina por la noche